# 먼투썬피자
먼투썬피자(영어: MONTOSUN PIZZA)는 프랭크버거의 터 특별한 두번째 브랜드로 더 특화한 7도씨 프리미엄 숙성도우로 만들어진 피자 체인으로, (주)프랭크에프앤비가 운영하는 대한민국의 피자 브랜드이다.

## 연혁
먼투썬피자 프랜차이즈를 운영 중인 (주)프랭크F&B는 2012년도에 설립된 기업으로 대표 브랜드로  바푸리 숯불김밥 런칭으로 300여개 매장 오픈과, Co&TABE(포차), 프랭크버거, 먼투썬피자 등이 있다.
- 2012년 법인 설립
- 2018년 프랭크버거 연구센터 설립, 프랭크버거 브랜드 런칭
- 2019년 목동 1호점 오픈
- 2020년 프랭크버거 전국 60호점
- 2021년 12월 프랭크버거 전국 200호점, 미스터트롯 나태주 전속모델 발탁
- 2022년 3월 프랭크버거 전국 300호점
- 2022년 4월 프랭크버거 전속모델 김종국 발탁
- 2022년 5월 ~ 11월 KBS 2TV 일일드라마 황금가면 직업군 PPL 진행
- 2022년 6월 프랭크버거 360호점
- 2022년 7월 프랭크버거 400호점
- 2022년 8월 IBK 기업은행 동반자상 수상
- 2022년 9월 프랭크버거 450호점
- 2022년 11월 프랭크버거 500호점
- 2023년 2월 먼투썬피자 1호점 인천청라점 오픈

## 전속모델
- 제1대 전속모델 : 2023년 만능 엔터테이너 이승기